# Mike DeWine
Richard Michael DeWine, dit Mike DeWine (nom prononcé en anglais : /dəˈwaɪn/), né le 5 janvier 1947 à Springfield (Ohio), est un homme politique américain.
Avocat de formation, membre du Parti républicain, il est successivement représentant de l'Ohio au Congrès des États-Unis de 1983 à 1991, lieutenant-gouverneur de l'Ohio de 1991 à 1994, sénateur de l'Ohio au Congrès des États-Unis de 1995 à 2007, procureur général de l'Ohio de 2011 à 2019 et gouverneur de l'Ohio depuis 2019.

## Biographie

### Débuts en politique
Diplômé en droit, DeWine est avocat avant de commencer une carrière politique en de se faisant élire au Sénat de l'Ohio pour le 10e district, de 1981 à 1982.
En 1982, il est élu à la Chambre des représentants des États-Unis pour le 7e district congressionnel de l'État, réélu en 1984, 1986 et 1988. De 1991 à 1995, il est lieutenant-gouverneur de l'Ohio sous George Voinovich.

### Sénateur des États-Unis
Après un premier échec en 1992, il est élu au Sénat des États-Unis en 1994 et entre en fonction en janvier 1995. En 2000, Mike DeWine est réélu contre le candidat du Parti démocrate Ted Celeste, frère du gouverneur Dick Celeste.
Mike DeWine est un républicain modéré, cible de la droite religieuse bien qu'il soit pro-life (anti-interruption volontaire de grossesse, IVG) sauf en cas d'inceste, de viol et de danger pour la vie de la mère, qu'il ait voté pour l'amendement fédéral reconnaissant le mariage comme la seule union entre un homme et une femme — Defense of Marriage Act — et qu'il soutienne un contrôle sur les ventes d'alcool.
DeWine soutient les lois sur le contrôle des armes à feu et co-rédige un amendement renouvelant l'interdiction de certaines armes semi-automatiques.
DeWine s'était également écarté de la ligne du Parti républicain en s'opposant aux forages en Arctique et en soutenant le relèvement du salaire minimum.
En octobre 2005, il est l'un des plus fermes critiques à la nomination de la conseillère juridique de la Maison-Blanche Harriet Miers par George W. Bush à la Cour suprême des États-Unis.
DeWine est candidat à un troisième mandat lors élections de mi-mandat de 2006. Il remporte la primaire républicaine avec 71,71 % des voix, devant deux candidats qui lui reprochent ses positions en faveur d'une réforme de l'immigration. Dans un climat de défiance vis-à-vis de l'administration de George W. Bush et de scandales politiques, le sénateur sortant est donné distancé par le représentant démocrate Sherrod Brown. Au mois d'octobre, les républicains cessent d'apporter leur soutien financier à DeWine pour se concentrer sur d'autres élections jugées plus serrées. Il est finalement battu, ne rassemblant que 43,8 % des suffrages contre 56,2 % pour Brown.

### Procureur général de l'Ohio
Le 2 novembre 2010, Mike DeWine est élu procureur général de l'Ohio avec 47,8 % des voix, battant le démocrate sortant Richard Cordray qui obtient 46 % des suffrages. Il promet alors d'attaquer la réforme de la santé de Barack Obama en justice. Le 4 novembre 2014, il est réélu avec 61,5 % des voix contre David A. Pepper, remportant 84 des 88 comtés de l'État.

### Gouverneur de l'Ohio
Lors des élections de 2018, il se présente au poste de gouverneur de l'Ohio pour succéder à John Kasich. Il choisit le secrétaire d'État Jon Husted, d'abord candidat, pour être son colistier. Durant la primaire républicaine, il affronte la lieutenant-gouverneure Mary Taylor qu'il attaque pour son manque de soutien à Donald Trump durant la campagne présidentielle de 2016, Taylor étant alors une proche de Kasich. Soutenu par le Parti républicain de l'Ohio et le groupe anti-avortement Ohio Right to Life, DeWine remporte la primaire avec environ 60 % des suffrages. Le 6 novembre suivant, il affronte à nouveau Richard Cordray et est élu avec 50,7 % des voix. Il prête serment et entre en fonction le 14 janvier 2019.
En avril 2019, il signe une loi interdisant l'avortement après la détection des premiers battements de cœur du fœtus, faisant alors de l'Ohio un des États avec la législation la plus restrictive en matière d'avortement.
Après la fusillade de Dayton faisant 10 morts en août 2019, il propose une loi pour permettre aux tribunaux de confisquer temporairement les armes à feu d'une personne jugée dangereuse et de rendre obligatoires les vérifications des antécédents pour les ventes d'armes à feu. Il renonce finalement à ces mesures en octobre, faute de soutien suffisant à l'Assemblée générale de l'Ohio. En janvier 2021, il signe une loi rendant plus facile de tirer en cas de légitime défense, tout en regrettant l'absence de mesures dans la loi pour mieux contrôler l'achat d'armes à feu. En mars 2022, il signe une loi supprimant l'obligation de posséder un permis pour porter une arme de poing dissimulée en public.
Candidat à un second mandat lors des élections de 2022, il remporte la primaire républicaine contre trois adversaires, dont l'ancien membre du Congrès Jim Renacci. Il remporte ensuite largement l'élection générale du 8 novembre 2022 contre Nan Whaley, l'ancienne maire démocrate de Dayton.
En juillet 2023, il apporte son soutien à un référendum visant à rendre plus difficile d'amender la Constitution de l'Ohio, une mesure perçue comme une tentative de complexifier la constitutionnalisation du droit à l'avortement dans l'État. Après l'échec de ce premier référendum, il appelle à voter non lors de celui de novembre 2023 visant à inscrire le droit à l'avortement dans la Constitution. Ce second référendum débouche toutefois sur la victoire du oui.
En septembre 2024, il critique Donald Trump et son colistier JD Vance pour leur propos sur les migrants haïtiens dans la ville de Springfield.

### Famille
Son fils Pat DeWine, un ancien commissaire du comté de Hamilton, est juge assesseur à la Cour suprême de l'Ohio depuis 2017. Son cousin, Kevin DeWine, est élu à la Chambre des représentants de l'Ohio pour le 70e district de 2001 à 2009, puis préside le Parti républicain de l'Ohio jusqu'en 2012.